# Chila de la Sal
Chila de la Sal är en kommunhuvudort i Mexiko.   Den ligger i kommunen Chila de la Sal och delstaten Puebla, i den sydöstra delen av landet, 160 km söder om huvudstaden Mexico City. Chila de la Sal ligger 945 meter över havet och antalet invånare är 1 237.
Terrängen runt Chila de la Sal är huvudsakligen lite kuperad. Chila de la Sal ligger nere i en dal. Runt Chila de la Sal är det glesbefolkat, med 13 invånare per kvadratkilometer. Närmaste större samhälle är Tulcingo de Valle, 8,7 km sydost om Chila de la Sal. I omgivningarna runt Chila de la Sal växer huvudsakligen savannskog.